# Soldschanah

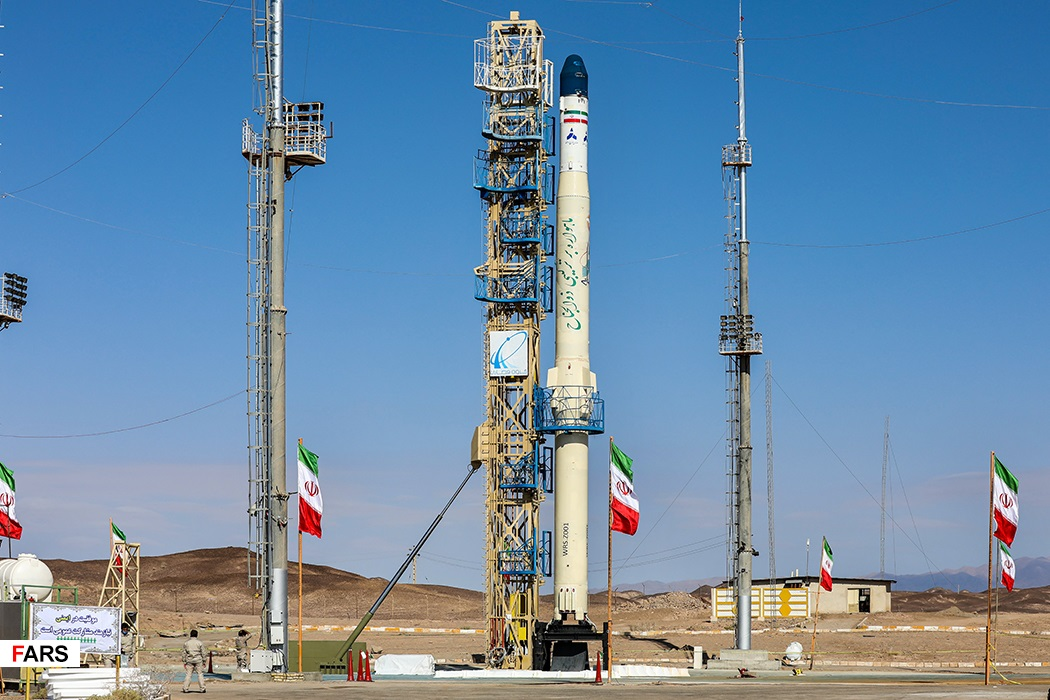
Die erste Soldschanah auf dem Startplatz (2021)

Die Soldschanah (persisch ذوالجناح) ist eine Trägerrakete des iranischen Militärs, die für den Start von Kleinsatelliten verwendet werden soll. Mit einer Nutzlastkapazität von 220 kg für 500 km hohe sonnensynchrone Umlaufbahnen ist sie die mit Abstand stärkste Trägerrakete des Iran. Zur Erprobung der Rakete fand 2021 und 2022 je ein suborbitaler Testflug statt.

## Aufbau
Die Soldschanah besteht aus drei Stufen, davon die unteren beiden mit Feststoffantrieb und die obere mit Flüssigkeitstriebwerken. Die Feststoffstufen basieren auf der ballistischen Mittelstreckenrakete Sejil, die Oberstufe auf der Safir-Trägerrakete. Die Soldschanah ist 25,5 Meter hoch und hat einen Durchmesser von 1,5 Metern. Beim Start wiegt sie 52 Tonnen.

## Startliste
Stand: 30. April 2025
| Datum (UTC)   | Startplatz | Nutzlast | Art der Nutzlast | Orbit      | Anmerkungen   |
| ------------- | ---------- | -------- | ---------------- | ---------- | ------------- |
| 1. Feb. 2021  | Semnan     |          |                  | suborbital | Erfolg        |
| 26. Juni 2022 | Semnan     |          |                  | suborbital | Erfolg unklar |

Ein dritter, orbitaler Start war für spätestens März 2023 angekündigt.